# Hoornbloemgalmug
De hoornbloemgalmug (Dasineura lotharingiae) is een muggensoort uit de familie van de galmuggen (Cecidomyiidae). De wetenschappelijke naam van de soort is voor het eerst geldig gepubliceerd in 1888 door Kieffer.